# True Colors (album de Zedd)
Pour les articles homonymes, voir True Colors.
Albums de Zedd
Clarity
(2012)
Singles
1. I Want You To Know (en)
Sortie : 10 mars 2015
2. Beautiful Now
Sortie : 11 juin 2015

True Colors est le second album studio du disc jockey Zedd, sorti le 18 mai 2015 publié au label Interscope Records. Il se compose de collaborations avec les chanteurs Jon Bellion, Troye Sivan, le rappeur Logic et le duo de production Botnek. Le premier single extrait de l'album, intitulé I Want You to Know (en) avec Selena Gomez est publié le 23 février 2015. Le 14 avril 2015, Zedd publie une autre chanson, Addicted to a Memory, avec le groupe Bahari, publié comme single promotionnel en pré-commande de l'album sur iTunes.

## Développement
En fin février 2015, lors d'une entrevue avec une chaîne de radio, Zedd explique : « J'ai beaucoup avancé sur mon futur album. Ça va sûrement me prendre un bon mois et demi pour l'achever, vous savez, les dernières retouches. » En milieu du mois de mars, Zedd met à jour ses messages sur Twitter et publie une série de bandes-annonces sur True Colors. Les vidéos révèlent l'existence d'un site web presque vide avec un logo de Zedd et un compte à rebours prévu pour se finit jusqu'au 19 mars à 17 h,.
Le 7 avril 2015, Zedd publie enfin le titre, la couverture et la date de sortie de l'album sur Instagram. Il annonce également l'offre effectuée par T-Mobile, lors d'un partenariat promotionnel avec l'artiste, de 250 000 téléchargement gratuits du remix du titre I Want You to Know aux followers du Facebook de T-Mobile au matin du 8 avril,.

## Listes des pistes
| No  | Titre                                            | Auteur                                                                                       | Durée |
| --- | ------------------------------------------------ | -------------------------------------------------------------------------------------------- | ----- |
| 1.  | Addicted to a Memory (featuring Bahari)          | Anton Zaslavski, Matthew Koma                                                                | 5:03  |
| 2.  | I Want You to Know (en) (featuring Selena Gomez) | Anton Zaslavski, Ryan Tedder, KDrew                                                          | 3:59  |
| 3.  | Beautiful Now (featuring Jon Bellion)            | Anton Zaslavski, Jon Bellion, Antonina Armato, Tim James, Desmond Child, David Jost          | 3:38  |
| 4.  | Transmission (featuring Logic et X Ambassadors)  | Anton Zaslavski, Antonina Armato, Tim James, Sir Robert Bryson Hall II, Sam Nelson Harris    | 4:02  |
| 5.  | Done with Love                                   | Anton Zaslavski, Alexander Izquierdo, Jacob Luttrell                                         | 4:56  |
| 6.  | True Colors                                      | Anton Zaslavski, Antonina Armato, Tim James                                                  | 3:48  |
| 7.  | Straight Into the Fire                           | Anton Zaslavski, Julia Michaels, Sam Martin, Lindy Robbins, Mark Nilan Jr.                   | 3:41  |
| 8.  | Papercut (featuring Troye Sivan)                 | Anton Zaslavski, Julia Michaels, Sam Martin, Lindy Robbins, Jason Evigan, Austin Paul Flores | 7:23  |
| 9.  | Bumble Bee (avec Botnek)                         | Anton Zaslavski, Gordon Huntley, Erick Muise, David Gamson, Roger Troutman                   | 4:07  |
| 10. | Daisy                                            | Anton Zaslavski, Andreas Schuller, Jason Evigan, Julia Michaels, Danny Parker                | 2:54  |
| 11. | Illusion (featuring Echosmith)                   | Anton Zaslavski, Jacob Luttrell, Georgia Ku                                                  | 6:30  |

## Classements
| Classement (2015)                  | Meilleure position |
| ---------------------------------- | ------------------ |
| Allemagne (Media Control AG)       | 50                 |
| Australie (ARIA)                   | 19                 |
| Belgique (Flandre Ultratop)        | 131                |
| Belgique (Wallonie Ultratop)       | 187                |
| Canada (Canadian Albums)           | 6                  |
| Espagne (Promusicae)               | 75                 |
| États-Unis (Billboard 200)         | 4                  |
| Finlande (Suomen virallinen lista) | 21                 |
| Italie (FIMI)                      | 51                 |
| Japon (Oricon)                     | 13                 |
| Norvège (VG-lista)                 | 12                 |
| Suède (Sverigetopplistan)          | 14                 |
| Suisse (Schweizer Hitparade)       | 68                 |